# شی کلی
شی کلی (انگلیسی: Shae Kelley؛ زادهٔ ۲۹ سپتامبر ۱۹۹۱) بازیکن بسکتبال اهل ایالات متحده آمریکا است.